# Семичастний Володимир Юхимович
Володи́мир Юхи́мович Семича́стний (15 січня 1924, с. Григорівка Катеринославської губернії, нині у складі смт Межова — 12 січня 2001, Москва, Російська Федерація) — партійний та державний діяч СРСР та УРСР. Член ЦК КП(б)У в 1949—1952 р. Кандидат у члени Організаційного бюро ЦК КП(б)У в січні 1949 — травні 1951 р. Кандидат у члени ЦК КПРС в 1956—1964 р. Член ЦК КПРС у 1964—1971 р. Депутат Верховної Ради УРСР 3-го, 8—10-го скликань. Депутат Верховної Ради СРСР 5—7-го скликань.

## Життєпис
Народився в родині робітника млина Юхима Кириловича Семичастного та Домни Іванівної Семичастної 15 січня 1924 року в селі Григорівка Катеринославської губернії (з 1957 року — у складі смт Межова Синельниківського району Дніпропетровської області). За національностю росіянин, батьки родом з Тульської губернії.
З 1939 року — секретар комітету комсомолу середньої школи міста Красноармійська Сталінської області УРСР. У 1941 році працював головою Красноармійського районного добровільного спортивного товариства «Локомотив» та секретарем комітету комсомолу залізничного вузла станції Красноармійськ Сталінської області.
У 1941—1942 роках — студент Кемеровського хіміко-технологічного інституту. У 1942 році — секретар комітету ВЛКСМ Кемеровського коксохімічного заводу РРФСР. У 1942—1943 роках — 1-й секретар Центрально-Міського районного комітету ВЛКСМ міста Кемерово.
У 1943—1944 роках — секретар Красноармійського районного комітету ЛКСМУ Сталінської області.
Член ВКП(б) з 1944 року.
У 1944—1945 роках — завідувач відділу робітничої молоді Сталінського обласного комітету ЛКСМУ. У 1945—1946 роках — 2-й секретар Сталінського обласного комітету ЛКСМУ. У 1946 році — 1-й секретар Сталінського обласного комітету ЛКСМУ.
У грудні 1946 — 10 жовтня 1947 року — секретар ЦК ЛКСМ України по кадрах.
10 жовтня 1947 — лютий 1950 року — 1-й секретар ЦК ЛКСМ України. Член Бюро ЦК ВЛКСМ в листопаді 1947 — березні 1959 року.
У січні 1950 — квітні 1958 року — секретар ЦК ВЛКСМ. 19 квітня 1958 — 25 березня 1959 року — 1-й секретар ЦК ВЛКСМ.
У березні — серпні 1959 року — завідувач відділу партійних органів ЦК КПРС по союзних республіках.
11 серпня 1959 — листопад 1961 року — 2-й секретар ЦК КП Азербайджану.
13 листопада 1961 — 18 травня 1967 року — голова КДБ СРСР
29 травня 1967 — 15 липня 1971 року — 1-й заступник Голови Ради Міністрів Української РСР. 15 липня 1971 — 15 травня 1981 року — заступник Голови Ради Міністрів Української РСР.
У 1973 закінчив історичний факультет вечірнього відділення Київського державного університету імені Шевченка.
У 1981—1988 роках — заступник голови правління Всесоюзного товариства «Знання».
З 1988 року — персональний пенсіонер в місті Москві.
Помер 12 січня 2001 року у Москві. Похований на Троєкуровському цвинтарі.

## Родина
- Дружина — Антоніна Валеріївна Семичастна (1922—2019)
- Син — Олег
- Донька — Олена

## Звання
- генерал-полковник (1964)

## Нагороди
- Орден Леніна (28.10.1948);
- три ордени Трудового Червоного Прапора (23.01.1948,)
- медалі